# 韋鼎
韋鼎（？—？），字超盛，京兆郡杜陵县（今陕西省西安市长安区）人，出自京兆韦氏东眷，南梁、南陈、隋朝官员。

## 生平

### 早年
韦鼎的高祖父韦玄在南山隐居，曾祖父韦祖归与其兄韦祖征定居襄阳，祖父韦叡是南梁开府仪同三司，父亲韦正是黄门侍郎。韦鼎小时候通达脱俗，不拘小节，广泛涉猎经书和史书，通晓阴阳能预测福祸，尤其擅长相术。韦鼎在南梁以湘东王萧绎法曹参军为起家官，韦正去世的时候，韦鼎为父亲守丧，五天水米未沾，悲痛的超过了通常礼节，几乎要丧命。丧期结束后，韦鼎出任邵陵王萧纶主簿。侯景之乱时，韦鼎的哥哥韦昂在京口战死，韦鼎背着带韦昂的尸体逃出，寄放在中兴寺中，因为找不到棺材，韦鼎悲哀愤懑的放声痛哭，忽然见到江中有东西漂流到韦鼎所在的地方，韦鼎对此深切的感到奇怪，前去一看，竟然是口新棺材，因而用来充当韦昂的入殓用具。梁元帝萧绎听说此事，认为这是被韦鼎的精诚所感动。侯景被平定后，司徒王僧辩任命韦鼎担任户曹属官，之后历任太尉掾、大司马从事、中书侍郎。
陈霸先在南徐州时，韦鼎通过望气知道他应该会君临天下，于是把妻子儿女寄托给陈霸先，又趁机对他说：“明年有大臣被诛杀，再过四年，南梁将被取代，代表上天治理百姓的顺序将轮到舜的后裔。昔日周朝消灭殷商，将胡公满分封在宛丘，于是他的后代子孙成了陈氏。我看您天生英明威武，承续陈氏中断的宗祀，岂不是您？”陈霸先当时暗中有谋算王僧辩的想法，听到韦鼎的话非常高兴，因而确定了策略。等到陈霸先接受禅让，韦鼎被任命为黄门侍郎，不久升任司农卿、司徒右长史、贞威将军，兼任安右将军晋安王陈伯恭的长史、代理晋安王府国事务，改任廷尉卿。

### 访周
太建十三年（581年）四月，韦鼎以廷尉卿的身份出任访问北周使者，加散骑常侍，与兼通直散骑常侍王瑳出使北周，四月辛丑（581年6月9日），韦鼎和王瑳抵达长安，此时隋朝已受禅让，隋文帝就他们去拜见介国公宇文阐。

### 破家入寺
韦鼎不久任秘书监、宣远将军，改任临海王陈至泽的长史，代理吴兴郡太守，又被征入朝担任太府卿。至德初年，韦鼎把全部财货和田宅都抵押出去，寄居在佛寺里。韦鼎的友人大匠卿毛彪询问其中缘故，韦鼎回答说：“江东帝王运数的祥瑞之气要在这结束了，我和你会葬在长安。期运将到，所以破败家产。”

### 入隋
韦鼎曾在出使北周时见到杨坚并对他感到惊异，韦鼎对杨坚说：“看您的容貌，原本就不是普通人，神明鉴察思虑深远，也不是群贤所能及。不久必定会大显贵，显贵后天下就会统一，十二年后，我会来向您称臣。您的相貌无法用言语形容，希望您珍重自爱。”南陈平定后，隋文帝迅速用驿站马匹召请韦鼎，任命他为上仪同三司，待遇非常优厚。隋文帝每次设宴犒赏王公，韦鼎总是参与其中。韦鼎个性简傲高贵，虽然是亡国之臣，也没有在执政大臣中周旋应对。当时吏部尚书韦世康兄弟显达尊贵，隋文帝从容的对韦鼎说：“韦世康与您的亲族关系有多远？”韦鼎回答说：“臣宗族分为不同支系，南北各自独立隔绝，我自从出生以来，不曾探寻访问，所以昭穆就不清楚了。”隋文帝说：“您家京兆韦氏是百代的卿族，岂能这样？怎能忘本？”隋文帝命令官府供给酒菜，派韦世康邀请韦鼎回到杜陵，设乐宴饮十多天。韦鼎于是考查校订京兆韦氏的昭穆，从楚太傅韦孟以下二十多代，作《韦氏谱》七卷。当时兰陵公主杨阿五守寡，隋文帝为了给她选择丈夫，挑选了亲卫柳述及萧玚等人来给韦鼎看相。韦鼎说：“萧玚肯定会封侯，却没有让妻子尊贵的相貌，柳述也会通达显贵，但是最终不能保住自己的官职。”隋文帝说：“官职是由我决定的。”于是就把杨阿五下嫁柳述。隋文帝又问韦鼎：“我的儿子们中谁将继位？”韦鼎回答说：“至尊和皇后最喜爱的人，就会把皇位传给他，这不是我敢预知的。”隋文帝笑着说：“不肯明白地说出来吗？”

### 外任刺史
开皇十二年（592年），韦鼎任光州刺史，用仁德礼义教育人，力求光大清静的品行。州中有土豪外表上打扮的很漂亮，暗地里却不规矩，常常做些打劫强盗之事。韦鼎在集会时对他说：“您是有身份的人，为什么做强盗？”于是逐条陈述他的徒党暗地谋划不轨之事，这个人惊怕，立即自首坦白。又有人外出作客游玩，同主人家的小妾私通，等到那人回家，小妾盗窃珍贵物品，在夜中逃跑，不久在草丛中被人杀死，主人家知道客人同小妾私通，于是告发客人杀了她。县中有关部门审问，全部获得了他们私通的证据，于是判处客人死刑。官司办成，上报给韦鼎，韦鼎看完了案状说：“这个客人确实有私通行为，却没有杀人。是某个庙中的和尚诱骗小妻偷东西，让奴仆杀了她，赃物在某个地方。”韦鼎立即释放了这个客人，派人捕捉和尚，找到全部赃物。从此辖境内安定平静不喧闹，都称赞韦鼎有神仙帮助，辖区内路不拾遗。很快韦鼎被征召回京城，因为年老多病，朝廷屡次给予优厚的赏赐。不久韦鼎在长安去世，虚龄七十九。

## 其他
韦鼎曾经请见文中子王通，王通三次会见韦鼎时三次都不说话，神色肃敬又不过分。韦鼎出门对王通的门人说：“如果文中子被朝廷重用，可以不言语而生化万物，不杀人而令万民敬仰。”

## 诗文
韦鼎现存诗歌一首，收录于《艺文类聚·卷九十二·鸟部下》
|                      | 万里风烟异，一鸟忽相惊，那能对远客，还作故乡声。 |
| ——《在长安听百舌诗》 |                                                  |

## 家庭

### 兄弟姐妹
- 韦载，南陈散骑常侍、轻车将军、太子右卫率
- 韦昂，南梁追赠员外散骑常侍

## 延伸阅读
[在维基数据编辑]
 在维基文库阅读此作者作品
 《隋書·卷78》，出自魏徵《隋书》